# Коржава Дерняковская
Коржава Дерняковская — деревня в Окуловском муниципальном районе Новгородской области, относится к Боровёнковскому сельскому поселению.
Деревня расположена на левом берегу реки Льняная в 10 км к северо-востоку от административного центра сельского поселения — посёлка Боровёнка. Расстояние до административного центра муниципального района — города Окуловка — 14 км на юг или 30 км по автомобильным дорогам. К востоку от Коржавы Дерняковской, на расстоянии около 800 м, находится деревня Дерняки.
Название происходит от древненовгородского — коржава — топкое место
| 2010 |
| ---- |
| 26   |

## Транспорт
Ближайшая железнодорожная станция расположена в Боровёнке. Деревня расположена на автомобильной дороге Боровёнка — Висленев Остров — Любытино, у южной части деревни расположен мост через реку Льняная.

## Туризм
Ввиду расположения у автомобильной дороги, деревня — популярное место у любителей водного туризма для начала сплава по реке Льняная до Мсты.